# Šyšacký rajón
Šyšacký rajón (ukrajinsky Шишацький район) byl rajón v Poltavské oblasti na Ukrajině. Hlavním městem byly Šyšaky a rajón měl přibližně 20 tisíc obyvatel. 

## Sídla v rajónu
- Šyšaky